# Conny Hamann
Conny Hamann-Boeriths född 16 september 1969 in Sønderborg; född Conny Hamann är en inte längre aktiv handbollsspelare. 

## Karriär
Conny Hamann-Boeriths spelade först för Lundtoft IF.  Hennes nästa klubb var Horsens HK i högsta ligan. Sedan följde sju år i GOG från Fyn. De åren var toppen i hennes karriär. Sen blev hon proffs i tyska  Bayer 04 Leverkusen och sedan spelade hon för Teutonia Riemke  i tyska andraligan.  2000 återkom hon till GOG. Två år senare skrev hon på för Skjern Håndbold.

### Landslagskarriär
Landslagsdebut 25 oktober 1986 mot Bulgarien då hon spelade för Horsens HK. Conny Hamann har spelat 70 landskamper och har gjort 158 mål för Danmark fram till 1996. Hon tog OS-guld i damernas turnering i samband med de olympiska handbollstävlingarna 1996 i Atlanta. Då gjorde hon sin sista landskamp. Innan denna, hennes största merit, hade hon varit med Danmark och tagit EM-guld 1994 och en silvermedalj i VM 1993.

#### Privatliv
Hon är  gift med handbollstränare René Hamann-Boeriths. Hon arbetar efter karriären som lärare.

## Klubbar
- Lundtoft IF

- Horsens HK (–1990)
- GOG (1990–1997)
- Bayer 04 Leverkusen (1997–1999)
- Teutonia Remke (1999–2000)
- GOG (2000–2002)
- Skjern (2002–)

## Meriter
- OS-guld 1996 med Danmarks damlandslag i handboll
- VM silver 1993 med Danmarks damlandslag i handboll
- EM-guld 1994 med Danmarks damlandslag i handboll

### Fotnoter
1. ↑  ”Fra dröm til virkelighed”. https://www.berlingske.dk/sport/fra-droem-til-virkelighed. Läst 14 februari 2019.
2. ↑  ”Conny Hamann är tilbage”. https://www.bt.dk/nyheder/conny-hamann-er-tilbage. Läst 14 februari 2019.
3. ↑  ”Skjern vandt kampen on aegteparet Hamann-Boeriths”. https://www.bt.dk/sport/skjern-vandt-kampen-om-aegteparret-hamann-boeriths. Läst 14 februari 2019.
4. ↑  ”haslund info / Conny Hamann”. http://www.haslund.info/haandbold/20_dame/20_spillere/hamcon.asp. Läst 14 februari 2019.
5. ↑  ”Handball at the 1996 Atlanta Summer Games: Women's Handball” (på engelska). sports-reference.com. Arkiverad från originalet den 26 februari 2009. https://web.archive.org/web/20090226131645/http://www.sports-reference.com/olympics/summer/1996/HAN/womens-handball.html. Läst 9 januari 2009.
6. ↑  ”Hvor er du nu med Conny Hamann Boeriths”. https://www.europamester.dk/hvor-er-de-nu-med-conny-hamann-boeriths/. Läst 14 februari 2019.